# Borealosuchus

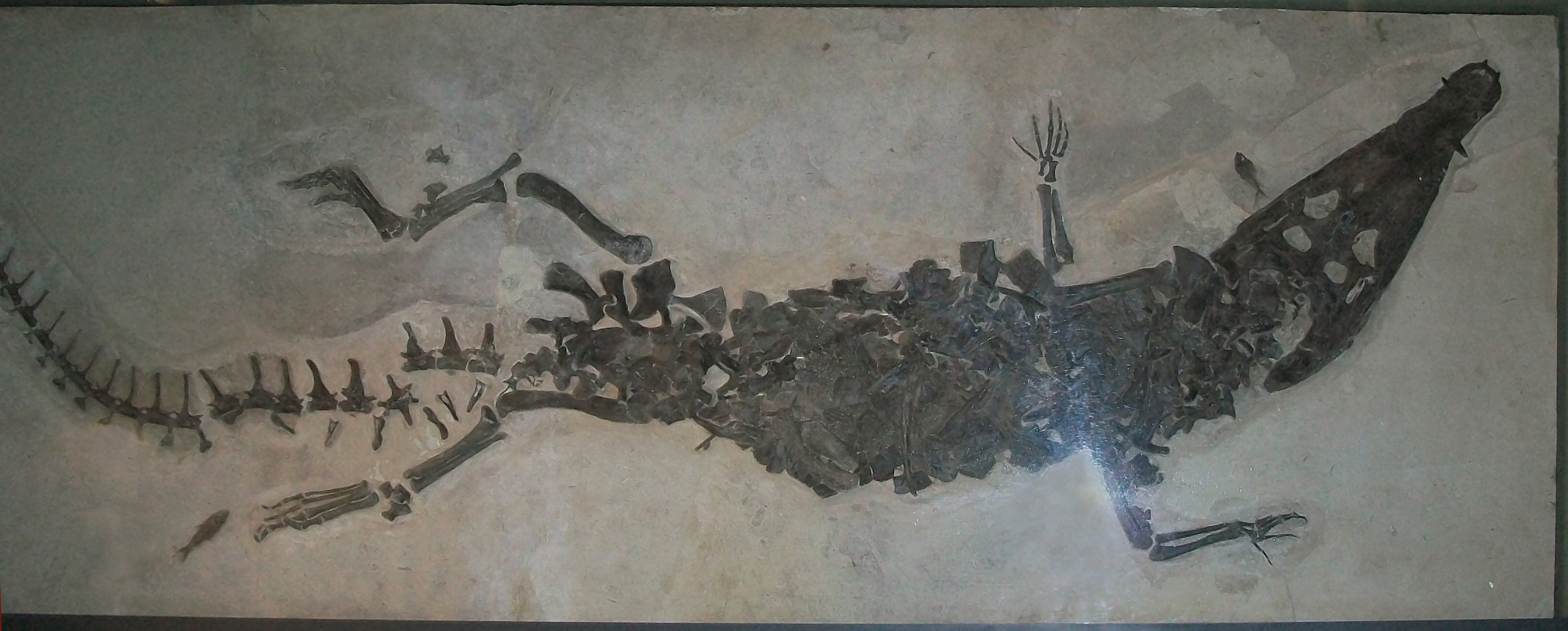
Esqueleto de B. wilsoni no Museu Field de História Natural.

Borealosuchus é um gênero extinto de crocodiliano que viveu do Cretáceo Superior ao Eoceno na América do Norte. Foi batizado por Chris Brochu em 1997 a partir de várias espécies que tinham sido atribuídas ao Leidyosuchus. As espécies atribuídas a ele são:
B. sternbergi, a espécie-tipo, do Maastrichtiano (Cretáceo Superior) do Colorado, Montana, Dakota do Norte, Dakota do Sul e do Wyoming; B. acutidentatus, do Paleoceno de Saskatchewan; B. formidabilis, do Paleoceno de Dakota do Norte e do Wyoming; B. griffithi, do Paleoceno de Alberta; e B. wilsoni, do Eoceno do Wyoming. B. formidabilis é particularmente bem-conhecida, representada pelos restos de muitos indivíduos do sítio do Riacho Wannagan em Dakota do Norte.